# Franco Vaccarini
Franco Vaccarini (n. 4 de octubre de 1963 Lincoln, Buenos Aires) es un escritor argentino.

A fines de 1983 se radicó en la Ciudad Autónoma de Buenos Aires donde reside hasta el presente. Su última novela es Inteligencia salvaje, publicada por el Fondo de Cultura Económica (Argentina)a principios del 2025. Es una aventura policial para jóvenes lectores, donde la IA juega un rol en la intriga, así como la inteligencia natural de las múltiples especies animales y vegetales que pueblan el planeta. 
Ha publicado más de ochenta títulos, entre los que se destacan cuarenta novelas juveniles que abordan múltiples géneros: realismo, fantástico, ciencia ficción, policial. Algo que domina el mundo, Sin batería, ¡Usted es el fantasma!, son títulos destacados. En 2023 se reeditó Nunca estuve en la guerra, que trata del conflicto entre Argentina y Gran Bretaña en 1982 y que fue finalista (2019) del premio anual que entrega la Fundación Cuatro Gatos, de Miami. En el año 2006 obtuvo el premio El Barco de Vapor con La noche del meteorito. También se destacan sus cuentos ilustrados: Cómo bañar a un marciano se lee en Latinoamérica, España y ha sido traducido al catalán y al euskera; Doce pescadores fue reconocido por el Banco del Libro, la Fundación Cuatro Gatos y la Cámara Argentina de Publicaciones. Varios de sus títulos circulan en España, Colombia, Brasil, México y la mayoría de los países hispanoparlantes. Dirigió la colección Galerna Infantil, de la editorial Galerna, fue responsable de múltiples antologías sobre mitos y leyendas de los pueblos de América.   

NOVELA Juvenil
- Los ojos de la iguana. 1.ª. Ed., Buenos Aires, Mondragón, 2004. 2.ª edición, Buenos Aires, Amauta, 2009.
- Los crímenes del Mago Infierno. Buenos Aires, Crecer Creando, 2006.
- La noche del meteorito (novela ganadora del premio El Barco de Vapor 2006,  Argentina). Buenos Aires, Ediciones SM, 2006. Edición Chile 2014.
- Algo más que un tesoro. Buenos Aires, Estrada, 2007.
- Ningún crimen. Buenos Aires, Cántaro Editores, 2007.
- El monstruo perfecto. Buenos Aires, Edelvives, 2008.
- ¡Usted es el fantasma!. Buenos Aires, Edebé, 2008.
- El misterio del Holandés Errante. Buenos Aires, Pictus, 2008.
- Algo que domina el mundo. Buenos Aires, Norma, 2009 /Editora do Brasil, San Pablo, Brasil, 2016.
- Otra forma de vida. Buenos Aires, Ediciones SM, 2009.
- Un asunto sin nariz. Buenos Aires, Sigmar, 2009.
- La isla de las mil vidas. Buenos Aires, Cántaro, 2010.
- Ladrones de otro mundo. Buenos Aires, Edebé, 2010.
- El centinela del jardín. Buenos Aires, Edelvives, 2010.
- La mujer de la casa sin puerta. Buenos Aires, Abran Cancha, 2010.
- Merlín, el mago de los reyes. Buenos Aires, Pictus, 2010.
- Misterio en el teatro. Buenos Aires, Hola Chicos, 2010.
- Los socios del Club de Pescadores. Buenos Aires, Ríos de Tinta, 2011.
- El último día de invierno. Buenos Aires, Libros del Náufrago, 2011.
- El contrabandista de huesos. Buenos Aires, Edebé, 2011
- La katana perdida. Buenos Aires, Ediciones SM, 2012. En colaboración con Graciela Repún, Ángeles Durini y Mario Méndez.
- El juego del doble. Buenos Aires, Edebé, 2012.
- Nunca estuve en la guerra. Buenos Aires, Atlántida, 2012.
- El síndrome del ángel. Buenos Aires, Sudamericana, 2012.
- Fiebre amarilla. Buenos Aires, Norma, colección Narrativa Histórica, 2014.
- Sed. Buenos Aires, Sigmar, colección Pelos de Punta, 2014. Ilustraciones de Damián Zain.
- El señor Perfecto comete un crimen. Buenos Aires, Salim, 2014.
- Presencia. Buenos Aires, Ediciones SM, 2015.
- Cazadores. Buenos Aires. Edelvives, 2015.
- La zarza ardiente. Buenos Aires. Edebé, 2016.
- El cruce. Historia de una epopeya. Buenos Aires. Ediciones SM, 2017.
- El ladrón inocente. Buenos Aires. Crecer Creando. Ilustración de tapa: Jimena Tello, 2017.
- Cómo llegar vivo al sábado. Buenos Aires. Guadal, 2017
- Un artista sobrenatural. Y otros casos de Emilio Alterno. Buenos Aires. Estrada, 2017
- Sin batería. Buenos Aires. Norma, 2017 Ediciones en México (2018) y Colombia (2018).
- El número cinco. Buenos Aires. Ediciones SM, 2018.
- Nadie estaba despierto. Buenos Aires. Hola Chicos, 2018.
- Nunca estuve en la guerra. Buenos Aires. NUEVA EDICIÓN. Ediciones SM, colección Gran Angular, 2019.
- ¡Usted es el fantasma! Buenos Aires. NUEVA EDICIÓN. Edelvives, 2019.
- El llamador de ángeles . Buenos Aires. Edelvives, 2019.
- Qué asco de vida. Buenos Aires.Ediciones SM. Colección Clásicos Contemporáneos, 2019.
- Mal hermano.Buenos Aires, Ediciones SM. Editorial Norma, 2019. (Edición en Colombia, 2021).
- Las batallas de Lucrecia. Buenos Aires.Edelvives, 2019.
- Los socios del Club de Pescadores. Buenos Aires, Planetalector, 2020. México 2021. NUEVA EDICIÓN.
- Efecto Mutante. Mendoza. Bambalí, 2020. NUEVA EDICIÓN.
- Club de máscaras. Buenos Aires, 2020. Letra impresa. NUEVA EDICIÓN.
- Experimento Magnesia. Buenos Aires. AZ Editora, 2022.
- El caso del Hotel Universo. Buenos Aires, Tinta Fresca,2022. NUEVA EDICIÓN.
- Rio pintado. Buenos Aires, Editorial Norma, 2022. Ilustraciones de Jimena Tello.
- El enigma Brandon. Buenos Aires. Estrada, 2022. NUEVA EDICIÓN.
- La noche del meteorito. Buenos Aires, Planeta Lector, 2023. NUEVA EDICIÓN.
- Nunca estuve en la guerra. Buenos Aires. Cántaro, Aldea Literaria,2023. NUEVA EDICIÓN.
- La katana perdida. Buenos Aires. Quipu, 2023. NUEVA EDICIÓN en coautoría con Mario Méndez, Ángeles Durini y Graciela Repún.
- Qué asco de vida. Buenos Aires. Az Editores, 2023. NUEVA EDICIÓN.
- El robo de la Mona Lisa. Buenos Aires y México. V&R Ediciones, 2023.
- La reina muerta. Buenos Aires. AZ Editora, 2024.
- La leyenda del barco fantasma, Buenos Aires, Quipu, 2024.
- El contrabandista de huesos, Buenos Aires, Edelvives, 2024.

NOVELA' (lectores adultos)
- Maldito vacío.Buenos Aires. Letras del Sur Editora, 2015.
- La editora . Buenos Aires. Galerna, 2018.
- El vendedor de libros.Buenos Aires. Buena Cosecha, 2022

CUENTO (Antologías lectores adultos) 
- Desencajados - Cuento: Cuando el tanque se queda sin agua.Buenos Aires. La Bohemia, 2018.
- La mesa perdida . Cuento: Casi hermanos. Buenos Aires. Marketing & Research, 2018.
- Brasil. Ficciones de Argentinos  Cuento: Glifosato en Petropólis. Editorial Casanova, 2013.
- Tiempo de Amigos. Jorge Isaías  Cuento:  Ella no era Kafka y yo no era Max Brod. Rosario. Editorial Fundación Ross, 2013.

CUENTO
- No temas cuando la visita te salude . Buenos Aires, Rundinuskin Editor, 1990.
- Ganas de tener miedo. Buenos Aires, Cántaro Editores, 2001.
- El hombre que barría la estación. Buenos Aires, Cántaro Editores, 2003.
- La mecedora del fantasma. Buenos Aires, Estrada, 2006.[
- El jardín del ahorcado. Buenos Aires, Ediciones Del Naranjo, 2009.
- El muelle de la niebla. Buenos Aires, Estrada, 2009.
- La casa de la risa. Buenos Aires, Hola Chicos, 2010.
- Perdidos en el miedo. Leyendas, mitos y cuentos de terror. Rosario, Homo Sapiens Ediciones, 2011.
- La mariposa de Bután. Buenos Aires, Sigmar,2011.
- El cuaderno blanco de papá . Rosario, Editorial Ross,2011.
- Un misterio pasajero. Buenos Aires, Editorial Estrada,2011.
- Un sueño que no servía para nada. Buenos Aires, Editorial Edelvives, 2012.
- Cien cuentos para antes de dormir.Buenos Aires, Sigmar. 2012.
- Los caníbales del laberinto. Buenos Aires, Editorial Edebé, 2013
- Cabeza hueca, cabeza seca. Buenos Aires. Editorial La Bohemia, 2013. Edición bilingüe tupí guaraní- castellano. Dibujos de Pablo Picyk. Edición en Brasil 2014.
- Los conejos están vivos. Buenos Aires, Elevé Ediciones, 2013. Ilustraciones de Victoria Bayona
- El gol perdido . Buenos Aires, Ediciones SM, 2014. Ilustraciones de Christian Bernardini.
- Como bañar a un marciano .Buenos Aires, Edelvives, 2015. México, Edelvives, 2017. España, Edelvives, 2018. Ilustraciones de Carlos Higuera. Traducido el valenciano, catalán y euskera.
- La princesa se enamoró de mí. Buenos Aires. Estrada, 2016.
- Si se mueve no es una cosa. Buenos Aires. Estrada, 2016.
- Doce pescadores. Buenos Aires. Editorial La Bohemia, 2016. Edición National Geographic, 2017.
- Insectolandia. Colección Atrapacuentos.Buenos Aires. Editorial Guadal, 2016.
- Mejor no se lo cuento a nadie. Buenos Aires. RiderChail Ediciones, 2016.
- Mi herida zombi. Buenos Aires. Guadal, 2017.
- El rey de la destrucción. Buenos Aires. Hola CHicos, 2017.
- Leyendas de mar y fuego . Buenos Aires. Vicens Vives. 2018.
- Abuela nos espera y otros cuentos de terror . Buenos Aires. PlanetaLector. 2018. México 2019.
- Niñas del viento . Buenos Aires. Artemisa. 2018.
- El sombrero del muerto . Buenos Aires, Ediciones Lea, 2019.
- Siete vampiros en bicicleta. Buenos Aires, Hola CHicos, 2020.
- Cuentos del derecho y del revés. Buenos Aires, Ediciones Lea, 2021. Ilustraciones de Valentina Vaccarini.
- El tío Yoyo (relato largo ilustrado). Buenos Aires, Sigmar, 2022.
- La entrada al laberinto. Mitos griegos y latinos, relatos. Buenos Aires, Edelvives, 2023.
- De la mano de Franco Vaccarini. Buenos Aires, Hola Chicos, 2024.
- El alumno fantasma. Buenos Aires, Planeta Lector, 2024.

CUENTO ILUSTRADO
- El fantasma que tira la ropa. Buenos Aires, Hola Chicos, 2009. Ilustraciones de Iñaki Echeverría.
- ¡Solos en el cumpleaños!. Buenos Aires, Hola Chicos, 2009. Ilustraciones de Iñaki Echeverría.
- Para ir muy lejos. Buenos Aires, Hola Chicos, 2009.Ilusraciones de Iñaki Echeverría.
- La señorita Yeyé/ El vendedor de fortunas. Buenos Aires, Sigmar, 2011. Ilustraciones de Damián Zain.
- La enredadera sin fin / El nombre del ogro. Buenos Aires, Sigmar,2011. Ilustraciones de Damián Zain.
- Un tigre de mentira / Dolor de colmillos. Buenos Aires, Sigmar, 2011  .Ilustraciones de Damián Zain.
- El rey mío. Buenos Aires, Sigmar, 2017. Ilustraciones de Marcelo Elizalde.
- Lobo y ogro se pelean.Buenos Aires, Sigmar, 2017. Ilustraciones de Marcelo Elizalde.
- Fuiste vos, robot. Buenos Aires, Ediciones Lea, 2019.
- El secreto de la pelota. Buenos Aires. Cántaro, 2022.

VERSIONES
- Odisea (novela, versión del poema homónimo de Homero). Buenos Aires, Cántaro Editores, 2006.
- Eneas, el último troyano (novela, versión de la Eneida, de Virgilio). Buenos Aires, Amauta, 2006.
- Mitos Clasificados 3 (relatos). Buenos Aires, Cántaro Editores, 2007.
- La olla / Anfitrión (teatro, versiones de Plauto). Buenos Aires, Cántaro Editores, 2008.
- Drácula (novela de Bram Stoker, versión). Buenos Aires, La estación, 2009.
- Frankenstein o el moderno Prometeo (novela de Mary Shelley, versión). Buenos Aires,La Estación, 2010.
- Cumbres Borrascosas (novela de Emily Brontë, versión). Buenos Aires, La Estación, 2010.
- Moby-Dick (novela de Herman Melville, versión). Buenos Aires, La Estación, 2012
- Gilgamesh, el rey que no quería morir. Versión novelada del poema sumerio La epopeya de Gilgamesh. Buenos Aires, La Estación, 2012.
- Los miserables . Versión. Buenos Aires, La estación, 2013.
- Novelas ejemplares . Versión. Buenos Aires, La estación, 2013.
- El ángel viajero. Versión libre de la obra El extranjero misterioso, de Mark Twain. Buenos Aires. Salim Ediciones, 2014.
- Operación final. Versión libre de la obra El mortal inmortal  de Mary Shelley. Buenos Aires. Salim Ediciones, 2015.
- Martín Fierro. Versión novelada del poema de José Hernández. Buenos Aires, Cántaro, Colección del Mirador, 2015.

POESÍA (adultos)
- La cura. Gobierno de la Ciudad de Buenos Aires, 1998.
- El culto de los puentes. Buenos Aires, Libros de Tierra Firme. Mención Honorífica del Fondo Nacional de las Artes en 1997.

ANTOLOGÍAS
- Héroes Medievales (participa con los relatos La leyenda del rey Arturo y El oro de los nibelungos). Buenos Aires, Cántaro, 2005.
- Patagonia, tres viajes al misterio (participa con el cuento "El maestro del terror"). Buenos Aires, Amauta, 2005.
- Cartas de amor (participa con los cuentos "La hermana de Gaby" y "No podés escribir tan mal"). Buenos Aires, Siete Vacas, 2009
- Nunca me gustó viajar (participa con el cuento "Nunca me gustó viajar"). Buenos Aires, Crecer creando, 2009.
- Frutas de estación (participa con el cuento "Ven Jarrón")
- 8 cuentos con nombre (participa con el cuento "El pez por la boca muere). Buenos Aires. AZ Editora, 2021.(2023)